# Усу (Китай)
Усу (кит. спр. 乌苏市, піньїнь: Wūsū Shì) — місто-повіт в китайській автономії Сіньцзян; складова префектури Тачен в Ілі-Казахській автономній області.

## Географія
Усу розташовується на півночі провінції у межах Джунгарської рівнини.

### Клімат
Місто знаходиться у зоні, котра характеризується кліматом тропічних пустель. Найтепліший місяць — липень із середньою температурою 24.4 °C (76 °F). Найхолодніший місяць — січень, із середньою температурою -17.2 °С (1 °F).
| Клімат Усу              | Клімат Усу | Клімат Усу | Клімат Усу | Клімат Усу | Клімат Усу | Клімат Усу | Клімат Усу | Клімат Усу | Клімат Усу | Клімат Усу | Клімат Усу | Клімат Усу | Клімат Усу |
| Показник                | Січ.       | Лют.       | Бер.       | Квіт.      | Трав.      | Черв.      | Лип.       | Серп.      | Вер.       | Жовт.      | Лист.      | Груд.      | Рік        |
| Абсолютний максимум, °C | −2         | 5          | 21         | 30         | 35         | 37         | 37         | 37         | 36         | 35         | 12         | 5          | 37         |
| Середній максимум, °C   | −11        | −6         | 3          | 17         | 22         | 28         | 30         | 30         | 24         | 14         | 1          | −7         | 12         |
| Середня температура, °C | −16        | −11        | −1         | 11         | 16         | 22         | 24         | 24         | 18         | 8          | −2         | −10        | 6          |
| Середній мінімум, °C    | −22        | −16        | −6         | 6          | 10         | 16         | 18         | 18         | 13         | 3          | −6         | −14        | 1          |
| Абсолютний мінімум, °C  | −32        | −31        | −23        | −2         | 0          | 7          | 12         | 8          | −1         | −7         | −26        | −32        | −32        |
| Вологість повітря, %    | 77         | 79         | 74         | 51         | 45         | 41         | 47         | 45         | 47         | 54         | 74         | 82         | 60         |
| ----------------------- | ---------- | ---------- | ---------- | ---------- | ---------- | ---------- | ---------- | ---------- | ---------- | ---------- | ---------- | ---------- | ---------- |
| Джерело: Weatherbase    |            |            |            |            |            |            |            |            |            |            |            |            |            |